# Ivo Vandekerckhove
Ivo Vandekerckhove (Waterschei, 11 juni 1954) is een Belgisch redacteur.

## Levensloop
Vandekerckhove groeide op in een mijnwerkerswijk.
In augustus 1974 trad hij in dienst bij de Kempische Steenkoolmijnen (KS), waar hij dertien jaar werkzaam bleef als beambte in de Steenkoolmijn van Waterschei. Daarnaast was hij vanaf 1980 actief als freelancejournalist voor onder meer De Morgen en Het Nieuwsblad. In 1985 werd hij werkzaam als regionaal correspondent voor Het Belang van Limburg. In 1988 trad hij in vast dienstverband  bij deze krant, waar hij zich concentreerde hij zich op de reconversie van Limburg na de sluiting van de steenkoolmijnen. Hierover publiceerde hij in 1993 het boek De Miljarden van de KS.
Vervolgens concentreerde hij zich op misdaadverslaggeving. In 1993 werd hij aangesteld tot eindredacteur van deze krant en groeide vervolgens door tot chef-eindredacteur. In het voorjaar van 2000 werd hij redactiemanager multimedia en in september van dat jaar volgde hij Marcel Grauls op als hoofdredacteur van Het Belang van Limburg. Deze functie oefende hij uit in tandem met Richard Swartenbroekx tot aan diens dood in maart 2002. Sinds juni 2015 is Indra Dewitte co-hoofdredacteur.